# 심리극장 천인야화
《심리극장 천인야화》는 2007년에 방송되었던 SBS의 시사교양 프로그램이다. 현대인의 '마음의 문제'를 치유하는 버라이어티 프로그램이다.
한편, 이 프로그램은 그 여자부터 연인이여까지 밤 8시 55분에 2회 연속 편성된 금요드라마가 연인이여 후속 8월에 내리는 눈부터 9시 55분 2회 연속으로 바뀜에 따라 신설되었는데 교양프로그램을 표방했지만 드라마에 가까운 점, 자극적인 소재와 스토리 전개가 주를 이뤄 선정적인 드라마를 한 편 보는 듯한 점, 심리치료 교양프로그램을 표방하면서 자극적인 드라마를 중심으로 시청자들의 눈길을 사로잡았다는 지적 탓인지 민언련 방송모니터위원회 선정 2007년 7월 이달의 유감방송에 선정되는 불명예를 안았고 결국 32회 만에 막을 내려야 했다.
아울러, 당초 배우 박해미와 황상민 교수가 공동 진행을 맡았으나 2007년 10월 5일부터 개그맨 김진수가 새 MC로 투입되어 박해미와 호흡을 맞췄는데 김진수는 강력반 형사로 출연한 KBS 2TV 수목 미니시리즈 위대한 유산 이후 해당 프로그램으로 방송활동을 재개했고 이 과정에서 연예인 패널도 출연시켰다.
하지만, 시청률이 오르지 않자 2008년 1월 11일부터 박해미 단독 진행으로 변경한 동시에 기존의 스튜디오 심리 토크를 폐지하고 본격 심리물로 변경시켰으나 그 해 2월 29일 방영분을 끝으로 막을 내려야 했다.

## 결방 사유
- 2007년 8월 24일 - 7시 50분부터 FIFA 세계 청소년 월드컵 <한국 VS 토고> 중계 편성
- 2007년 9월 21일 - 추석특집 <사이다> 편성
- 2007년 12월 28일 - 송년특집 <공통점을 찾아라> 편성
- 2008년 2월 8일 - 8시 30분부터 설 특집 휴먼 다큐멘터리 <화문석 할머니> 편성